# 이언괄
이언괄(李彦适: 1494년 2월 10일(음력 1월 5일) 출생 ~ 1553년 1월 14일(음력 1월 1일) 사망)은 조선 중기의 문신이다. 음서 출신으로 자는 자용(子容)이며 호는 농재(聾齋)이다. 본관은 여주이기도 한 그는 이언적의 아우이다.

## 생애
1494년(성종 25년) 경주 안강 양좌동에서 출생하였다. 어려서 형 이언적으로부터 글을 배웠다. 효성이 지극하고 성품이 맑았다. 중종 35년(1541년)에 효행으로 천거되어 경기전참봉을 역임하고 주부로 체직되었으나 사직하였다. 이후 유배지에 있던 이언적의 간곡한 권유로 송라도찰방으로 부임하여 지방민을 잘 다스려 치적을 쌓았다. 형 이언적이 억울한 누명을 쓰고 오랜기간 유배지에서 풀려나지 못하자 억울함을 상소하였으며, 윤원형 일파의 전횡을 규탄하였으나 받아들여지지 않았다. 성리학에 밝고 명민하였다. 1553년(명종 8년)에 죽었다. 사후 사헌부지평에 증직되었으며 대사헌에 가증되었다. 경주의 덕계사(德溪祠)와 덕연사(德淵祠), 운천서원(雲泉書院) 등에 배향되었다.

## 저서
《농재유고》

## 전기 자료
- 조덕린, 《옥천집》 권15, 농재 이 공 행장
- 채제공, 《번암집》 권50, 찰방 이 공 묘갈명
- 권상일, 《청대집》 권12, 찰방 이 공 묘갈명
- 이종상, 《정헌집》 권18, 선조 농재공 유사